# ウェイブ (企業)
株式会社ウェイブ（英: WWWave Corporation）は、コンテンツ制作事業やwebサービス事業を主な事業とする日本の企業。

## 沿革
- 2010年4月9日 - インフォコムを退職した関口航太の全額出資により「株式会社ウェイブ」を設立
- 2010年5月 - 電子コミック出版事業を営業開始。
- 2012年1月 - Android端末向けコミックサイト「ComicFesta」オープン
- 2012年9月 - コミックサイト「Comic Festa」がiPhoneに対応[2]
- 2013年2月 - iPhoneアプリ「禁断DNA」リリース（サービス提供終了）[3]
- 2014年9月 - フルカラーの電子コミックレーベル「COMIC維新」創刊
- 2014年11月 - リアル謎解きアプリ「nazotto」リリース（2015年10月サービス終了）[4]
- 2014年12月 - スマートフォン向け野球ゲームアプリ「Extreme Strikeout」リリース（サービス提供終了）[5]
- 2015年1月 - 「株式会社彗星社」を設立
- 2015年6月 - 株式会社彗星社、書籍出版を開始
- 2016年7月 - 絵本アプリ「えっほー」をリリース[6]
- 2016年10月 - 女性向け恋愛ゲーム『手錠付き◆アイドル共同生活！』リリース（2017年3月31日サービス終了）[7]
- 2016年8月 - スマートフォン向け乙女ゲーム『HalfBlood-境界で揺れる恋』リリース（サービス提供終了）[8]
- 2017年2月 - 合同会社ブラスト出版を設立
- 2017年3月 - アニメ配信サービス「Anime Zone（現 AnimeFesta）」オープン[9]
- 2017年4月 - TVアニメ『僧侶と交わる色欲の夜に…』放送開始
- 2017年7月 - 電子コミックレーベルWコミックスを「スクリーモ」に名称を変更[10]
- 2017年10月 - 通販サイト「コミックフェスタ・アニメ公式Shop（後のAnimeFesta ORIGINAL SHOP）」オープン（2024年4月サービス終了）[11]
- 2018年3月 - 英語圏向けのコミック販売サイト「Coolmic」をリリース
- 2018年5月 - iOS/Android専用アプリ『ダッシュ！』リリース（サービス提供終了）[12]
- 2019年12月 - ARギフト「okucoco(オクココ)」販売開始（2021年6月にAR制作担当の株式会社プラージュに事業譲渡）[13]
- 2020年1月 - DVD付き絵本『ベジベジベジベジ・ベジタブル！』を発売[14]
- 2020年3月 - 電子コミックレーベル「COMIC維新（現 wwwave comics）」を5レーベルに変更[15]
- 2020年8月1日 - AI搭載の3Dホログラムキャラクターと会話できる体験型エンターテインメント施設「Prhythm☆StellA(プリズムステラ)」を池袋にオープン（2020年1終了）[16]
- 2021年2月1日 - R18女性向けウェブブラウザゲーム「青春は突然に」のサービス開始（2023年7月31日サービス終了）[17]
- 2021年5月10日 - アニメ配信サービス「ComicFestaアニメ」をサブスクリプションサービス「AnimeFesta」に変更[18]
- 2022年3月15日 - Webtoon制作スタジオ「studio73」を設立[19]
- 2022年4月4日 - 海外向け電子コミックアプリ「Mangapon」の配信を開始（2023年5月サービス終了）[20]
- 2022年5月10日 - Webtoon制作スタジオ「studio73」とマンガアプリ「comico」がWebtoon作品の共同制作プロジェクトを開始[21]
- 2022年9月12日 - R18女性向けスマホブラウザゲーム「ヴェリズモ・バロック～追憶の歌姫～」のサービス開始（2023年7月31日サービス終了）[22]
- 2022年10月1日 - ULTRANOVA EntertainmentからVR恋愛アドベンチャーゲーム「恋来い温泉物語VR」の正式版をリリース[23]
- 2023年2月9日 - 手描きにこだわったデジタルイラスト投稿サービス「はんどろ」を開始[24]
- 2023年3月6日 - フランス語圏向け電子コミック配信サービス「Mangadon」の配信を開始[25]
- 2023年6月16日 - アニメーションレーベル「デレギュラ」を設立[26]
- 2023年8月7日 - 総合電子コミックサイトComicFestaにおいて、漫画と動画が一体になったタテヨミ漫画の新機能「LIVETOON（ライブトゥーン）」を開始[27]
- 2023年9月4日 - 音声作品が聴き放題のサブスクリプションサービス「VoiceFesta」の提供を開始[28]
- 2023年9月15日 - お笑い芸人を目指すVTuber「有依アリノ」と「夜宵乃ヨイ」がデビュー[29]
- 2023年10月16日 - AI Vtuberが24時間、コメントから音楽を生成し続けるチャンネル「DAJI - AI Music Channel」がYouTube配信を開始[30]
- 2025年1月6日 - 彗星社が、アニメ－ションレーベル「ITONAMI（イトナミ）」を設立[31]
- 2025年3月 - 英語版アニメ見放題配信サービス「OceanVeil」の提供を開始[32]

## コンテンツ制作事業

### 電子コミック出版

#### wwwave comics
wwwave comicsは、電子出版時の出版者名。かつてはCOMIC維新やKindleではWコミックスZR名義で販売していた。
- MEQLME（旧名称：COMIC維新）：少女コミックレーベル
- ハニカム.：女性向け一般コミックレーベル[33]
- CocoCheek（旧名称：COMIC維新）：大人女子コミックレーベル
- ザクロマニカ（旧名称：COMIC維新）：女性コミックレーベル
- トライゾン（旧名称：COMIC維新）：少年コミックレーベル
- COMICゴイチ（旧名称：COMIC維新）：青年向けコミックレーベル
- りあら（旧名称：COMIC維新りあら）：エッセイコミックレーベル

##### studio73
タテ読み漫画制作スタジオ。
- マサロメリア：現代を舞台にした女性向け新Webtoonレーベル[34]
- フラオト：ロマンスファンタジーWebtoonレーベル[35]
- リビッシュ：青年向けWebtoonレーベル[36]
- レベチア：少年向けファンタジーWebtoonレーベル

#### スクリーモ
スクリーモは、電子出版時の出版者名（一部レーベルはWPOP名義で販売）。旧名称はWコミックス（WコミックスZR）。
- TLスクリーモ（旧名称：純愛革命G!）：ティーンズラブコミックレーベル
- BLスクリーモ（旧名称：極上男子F!）：ボーイズラブコミックレーベル
- MENSスクリーモ（旧名称：完全征服G!）：メンズコミックレーベル
- 絶対領域R！：ティーンズラブ・ボーイズラブ・メンズコミックレーベル
- 絶対零度X！
- 純情男子X！
- COMICマカロン

#### パチカ
電子出版時の出版者名。
- Continuer.：ボーイズラブコミックレーベル[37]
- .Nonfine：ボーイズラブコミックレーベル[38]
- ユワエル：ティーンズラブコミックレーベル
- ちゅるーむ：メンズコミックレーベル

### アニメ製作
刺激的で魅力的なIPに特化したアニメーションレーベル「デレギュラ」を運営している。
| 年     | タイトル                                                                            | アニメーション制作    | 備考           |
| ------ | ----------------------------------------------------------------------------------- | --------------------- | -------------- |
| 2023年 | 犬になったら好きな人に拾われた。                                                    | Quad                  | レーベル設立前 |
| 2024年 | 名湯『異世界の湯』開拓記 〜アラフォー温泉マニアの転生先は、のんびり温泉天国でした〜 | BloomZ ウルフズベイン |                |
| 2024年 | エルフさんは痩せられない。                                                          | Elias                 |                |
| 2025年 | ちょっとだけ愛が重いダークエルフが異世界から追いかけてきた                          | Elias                 |                |
| 2025年 | 人妻の唇は缶チューハイの味がして                                                    | raiose                |                |
| 2025年 | さわらないで小手指くん                                                              | Quad                  |                |

### studio HōKIBOSHI
studio HōKIBOSHIはウェイブのアニメーション制作スタジオ。主に、Comicfestaアニメ作品のうちBL・メンズ作品を中心に製作している。
| 開始年 | 放送期間    | タイトル                                                 |
| ------ | ----------- | -------------------------------------------------------- |
| 2019年 | 7月 - 9月   | 指先から本気の熱情-幼なじみは消防士-                     |
| 2020年 | 1月 - 2月   | おーばーふろぉ                                           |
| 2020年 | 7月 - 8月   | 巨人族の花嫁                                             |
| 2021年 | 1月 - 2月   | じみへんっ!!〜地味子を変えちゃう純異性交遊〜             |
| 2021年 | 7月 - 8月   | 指先から本気の熱情2-恋人は消防士-                        |
| 2021年 | 10月 - 11月 | 魔王イブロギアに身を捧げよ                               |
| 2022年 | 1月 - 3月   | 王子の本命は悪役令嬢                                     |
| 2022年 | 7月 - 9月   | 森のくまさん、冬眠中。                                   |
| 2022年 | 10月 - 12月 | ハーレムきゃんぷっ!                                      |
| 2023年 | 4月 - 6月   | 漣蒼士に純潔を捧ぐ                                       |
| 2023年 | 7月 - 9月   | 夫婦交歓〜戻れない夜〜                                   |
| 2024年 | 1月 - 3月   | 悶えてよ、アダムくん                                     |
| 2024年 | 4月 - 6月   | 当て馬キャラのくせして、スパダリ王子に寵愛されています。 |
| 2024年 | 7月 - 9月   | よあそびぐらしっ!                                        |
| 2024年 | 10月 - 12月 | 大正偽りブラヰダル〜身代わり花嫁と軍服の猛愛             |
| 2025年 | 4月 -       | やたらやらしい深見くん                                   |

### ドラマ製作
- 15歳、今日から同棲はじめます。（2018年）

## webサービス・アプリ事業
電子コミック配信サービス
- ComicFesta
- Coolmic ※海外向け（英語圏・フランス語圏）電子コミックWEB配信サービス
- Mangadon（マンガドン） ※サブスクリプション方式のフランス語圏向け電子コミックWEB配信サービス

アニメ配信サービス
- AnimeFesta（旧名称：Anime Zone、ComicFestaアニメ） ※サブスクリプション方式のアニメ動画配信サービス
- OceanVeil ※サブスクリプション方式の英語版アニメ動画配信サービス

## 彗星社
株式会社彗星社（すいせいしゃ、英: Suiseisha Inc.）は、スクリーモとwwwave comicsの電子コミックを紙書籍として出版している日本の出版社（発売は星雲社委託）。『25歳の女子高生』からBlu-ray・DVDのメディア商品の販売も行っている。
書籍レーベル
- Clair TL comics：ティーンズラブコミックレーベル
- Glanz BL comic：ボーイズラブコミックレーベル
- Continuer.：ボーイズラブコミックレーベル
- 夜暇（ナイトマ)：青年コミックレーベル
- Crape comics（クレープコミックス)：女性向けコミックレーベル
- CocoCheek：一般向け大人女子コミックレーベル
- COMIC維新：少女・青年向けコミックレーベル
- COMIC維新bleu

### アニメ製作
ウェイブ（彗星社）は、自社製作で自社のオリジナルコンテンツをアニメ化している。
| 放送年 | アニメタイトル                                           | 原作タイトル                                                           | アニメーション制作                                   |
| ------ | -------------------------------------------------------- | ---------------------------------------------------------------------- | ---------------------------------------------------- |
| 2017年 | 僧侶と交わる色欲の夜に…                                  | 僧侶と交わる色欲の夜に…                                                | アニメーションスタジオ・セブン                       |
| 2017年 | スカートの中はケダモノでした。                           | スカートの中はケダモノでした。                                         | マジックバス                                         |
| 2017年 | お見合い相手は教え子、強気な、問題児。                   | お見合い相手は教え子、強気な、問題児。                                 | セブン                                               |
| 2018年 | 25歳の女子高生                                           | 25歳の女子高生〜子供には教えられないことシてやるよ                     | リリクス                                             |
| 2018年 | 甘い懲罰〜私は看守専用ペット                             | 甘い懲罰〜私は看守専用ペット                                           | マジックバス                                         |
| 2018年 | じょしおちっ!〜2階から女の子が…降ってきた!?〜            | 女の子が落ちた先は、俺の息子の先っぽでした。                           | ark                                                  |
| 2018年 | 終電後、カプセルホテルで、上司に微熱伝わる夜。           | 終電後、カプセルホテルで、上司に微熱伝わる夜。                         | NAMU animation（制作協力）                           |
| 2019年 | パパだって、したい                                       | パパだって、したい                                                     | マジックバス                                         |
| 2019年 | タイトル:洗い屋さん!〜俺とアイツが女湯で!?〜             | アソコ洗い屋のお仕事〜片想い中のアイツと女湯で〜                       | マジックバス                                         |
| 2019年 | 指先から本気の熱情-幼なじみは消防士-                     | 指先から本気の熱情〜チャラ男消防士はまっすぐな目で私を抱いた〜         | studio HōKIBOSHI                                     |
| 2019年 | XL上司。                                                 | 上司のアソコはXLサイズ!?〜太い先っぽ…入ってる…!                        | マジックバス                                         |
| 2020年 | おーばーふろぉ                                           | 実は今入ってます…。お風呂でお兄ちゃんの硬いアレが…っ                   | studio HōKIBOSHI                                     |
| 2020年 | タイトル:俺の指で乱れろ。〜閉店後二人きりのサロンで…〜   | 俺の指で乱れろ。〜閉店後のサロン、意地悪に焦らされて                   | マジックバス                                         |
| 2020年 | タイトル:オオカミさんは食べられたい                      | オオカミさんは食べられたい〜不器用女子とヘタレ教師、今夜初体験します。 | ピークハント                                         |
| 2020年 | 巨人族の花嫁                                             | 巨人族の花嫁                                                           | studio HōKIBOSHI                                     |
| 2020年 | 大人にゃ恋の仕方がわからねぇ!                            | 大人にゃ恋の仕方がわからねぇ!                                          | エーテル・キトゥン（第1・2話） シリウス（第3話以降） |
| 2021年 | じみへんっ!!〜地味子を変えちゃう純異性交遊〜             | じみへんっ!!〜地味子を変えちゃう純異性交遊〜                           | studio HōKIBOSHI                                     |
| 2021年 | 黒ギャルになったから親友としてみた。                     | 黒ギャルになったから親友とヤってみた。                                 | いらゐあす                                           |
| 2021年 | 指先から本気の熱情2-恋人は消防士-                        | 指先から本気の熱情〜チャラ男消防士はまっすぐな目で私を抱いた〜         | studio HōKIBOSHI                                     |
| 2021年 | 魔王イブロギアに身を捧げよ                               |                                                                        | studio HōKIBOSHI                                     |
| 2021年 | しょうたいむ!〜歌のお姉さんだってしたい〜                | 歌のお姉さんだってHしたい〜こんな顔、TVの前のみんなには見せられないよ… | ラビットゲート                                       |
| 2022年 | 王子の本命は悪役令嬢                                     | 王子の本命は悪役令嬢                                                   | studio HōKIBOSHI                                     |
| 2022年 | 3秒後、野獣。〜合コンで隅にいた彼は肉食でした            | 3秒後、野獣。〜合コンで隅にいた彼は淫らな肉食でした                    | ステイプルエンタテインメント                         |
| 2022年 | 森のくまさん、冬眠中。                                   | 森のくまさん、冬眠中。                                                 | studio HōKIBOSHI                                     |
| 2022年 | ハーレムきゃんぷっ!                                      |                                                                        | studio HōKIBOSHI                                     |
| 2023年 | 漣蒼士に純潔を捧ぐ                                       | 漣蒼士に処女を捧ぐ〜さあ、じっくり愛でましょうか                       | studio HōKIBOSHI                                     |
| 2023年 | しょうたいむ!2〜歌のお姉さんだってしたい〜               | 歌のお姉さんだってHしたい〜こんな顔、TVの前のみんなには見せられないよ… | ラビットゲート                                       |
| 2023年 | 夫婦交歓〜戻れない夜〜                                   | 夫婦交姦〜一度シたら戻れない…夫よりスゴい婚外セックス〜                | studio HōKIBOSHI                                     |
| 2023年 | しーくれっとみっしょん〜潜入捜査官は絶対に負けない!〜    | 潜入捜査官はセックスもお仕事です。                                     | ラビットゲート                                       |
| 2024年 | 悶えてよ、アダムくん                                     | 悶えてよ、アダムくん                                                   | studio HōKIBOSHI                                     |
| 2024年 | 当て馬キャラのくせして、スパダリ王子に寵愛されています。 |                                                                        | studio HōKIBOSHI                                     |
| 2024年 | よあそびぐらしっ!                                        | ヤリ部屋暮らし                                                         | studio HōKIBOSHI                                     |
| 2024年 | 大正偽りブラヰダル〜身代わり花嫁と軍服の猛愛             | 孕むまで乱れいけ〜身代わり花嫁と軍服の猛愛                             | studio HōKIBOSHI                                     |
| 2025年 | ｢1分間だけ触れてもいいよ…｣シェアハウスの秘密ルール｡      | 「1分間だけ挿れてもいいよ…」シェアハウスの秘密ルール。                 | スタジオレオ                                         |
| 2025年 | やたらやらしい深見くん                                   | やたらやらしい深見くん                                                 | studio HōKIBOSHI                                     |
| 2025年 | デキちゃうまで婚                                         | デキちゃうまで婚～南国孕ませバカンス                                   | スタジオレオ                                         |

### ITONAMI
彗星社のアダルトアニメレーベル。
| 放送年 | アニメタイトル               | 原作タイトル                 | アニメーション制作 |
| ------ | ---------------------------- | ---------------------------- | ------------------ |
| 2025年 | 彼女がセパレートをまとう理由 | 彼女がセパレートをまとう理由 | スタジオレオ       |

### ULTRANOVA Entertainment
彗星社のゲームパブリッシャー名
- 恋来い温泉物語VR[23]

## ブラスト出版
ブラスト出版は、スクリーモの電子コミックを紙書籍として出版している日本の出版レーベル（発売は星雲社委託）。会社としての合同会社ブラスト出版は、2017年2月14日に設立され、2018年11月に清算している。
書籍レーベル
- occupai（オキュパイ）※成年コミックレーベル
- Comic gloss（コミックグロス）※青年コミックレーベル